# John Singleton

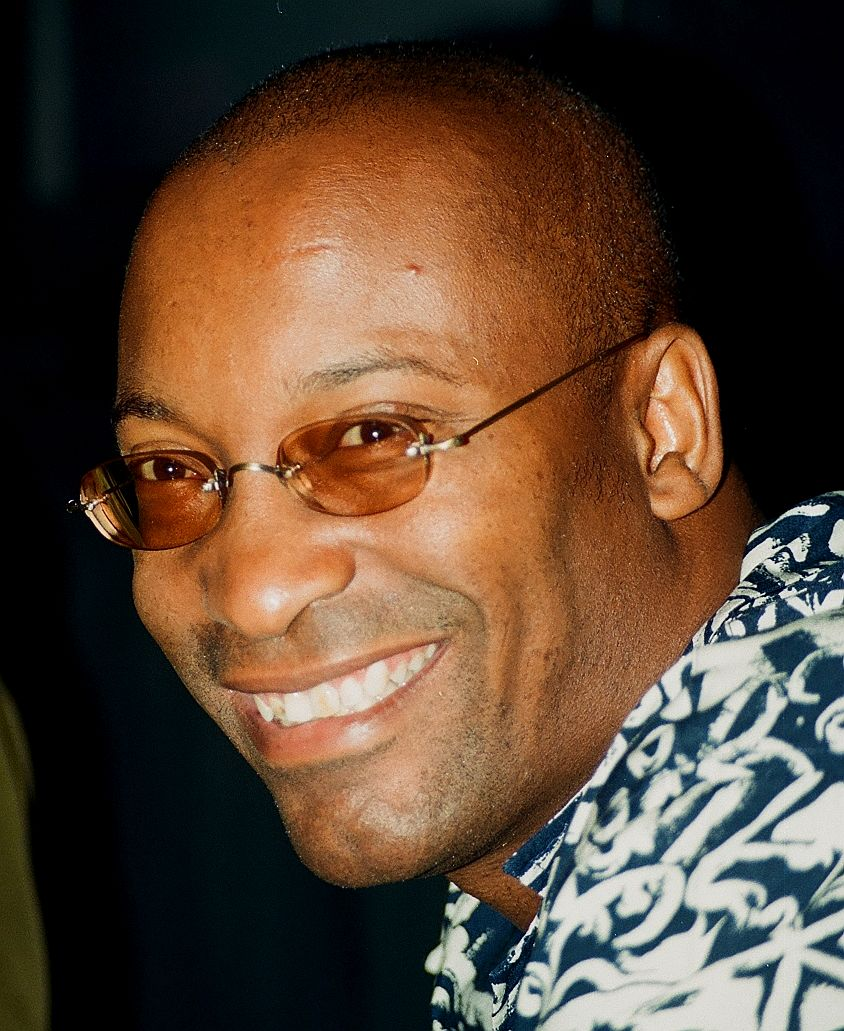
John Singleton (2000)

John Daniel Singleton (* 6. Januar 1968 in Los Angeles, Kalifornien; † 28. April 2019 ebenda) war ein US-amerikanischer Filmregisseur, Drehbuchautor und Filmproduzent.

## Leben
Singleton wurde als Sohn eines Hypothekenmaklers und einer Industriekauffrau geboren. Nach der Scheidung der Eltern zogen sie ihn wechselseitig auf, bis er ein Studium an der University of Southern California aufnahm. Von 1996 bis 1997 war Singleton mit der Schauspielerin Akosua Busia verheiratet.
Am 17. April 2019 erlitt Singleton mit 51 Jahren einen schweren Schlaganfall und lag danach im Koma. Laut The Hollywood Reporter und TMZ.com beantragte seine Mutter Sheila Ward bei einem Gericht in Los Angeles die Vormundschaft, um die Interessen ihres Sohnes zu vertreten. Am 28. April 2019 wurden im Cedars-Sinai Medical Center die lebenserhaltenden Maßnahmen eingestellt.

### Wirken
Nach zahlreichen Auszeichnungen für seine im Studium verfassten Drehbücher erhielt er schon im zweiten Studienjahr einen Vertrag bei der Creative Artists Agency. Singleton wurde 1992 für die beste Regie mit seinem Erstling Boyz n the Hood bei den Academy Awards nominiert. Mit 24 Jahren war er damit der jüngste und zudem der erste afroamerikanische Regisseur, dem in Hollywood diese Ehre zuteilwurde. Der Erfolg der Milieustudie, die im Wesentlichen auf Erfahrungen aus seiner Jugend im von Rassenunruhen erschütterten South Central L.A. beruht, stellte ihn in den Augen mancher Kritiker auf eine Stufe mit dem jungen Orson Welles und machte ihn zu einem der bedeutendsten neuen Regisseure Hollywoods und des New Black Cinema.
Im Nachfolger Poetic Justice von 1993 mit Janet Jackson und Tupac Shakur blieb er dem Genre treu. Der historische Kriminalfilm Rosewood mit Jon Voight und Ving Rhames von 1997 gilt bei vielen Filmkritikern als Singletons stärkste Arbeit, wurde aber vom Publikum weitestgehend verschmäht. Sein Film Shaft – Noch Fragen? von 2000 mit Samuel L. Jackson war sein teuerstes Projekt und stieß auch bei der Kritik eher auf ein geteiltes Echo. Mit Baby Boy von 2001 kehrte er zu den Wurzeln seines Erstlingswerks zurück, ohne damit oder mit den nachfolgenden Filmen, 2 Fast 2 Furious (2003) und Vier Brüder (2005), an den Erfolg von Boyz n the Hood anschließen zu können.
Nach Atemlos – Gefährliche Wahrheit aus dem Jahr 2011 war er als Fernsehregisseur für verschiedene Fernsehserien tätig. Er war zudem an der Entwicklung der Serie Snowfall beteiligt.
Gelegentlich hatte Singleton Cameo-Auftritte in seinen Filmen, so zum Beispiel in Shaft als gelangweilter Polizist oder bei Boyz n the Hood als Postbote.

## Filmografie

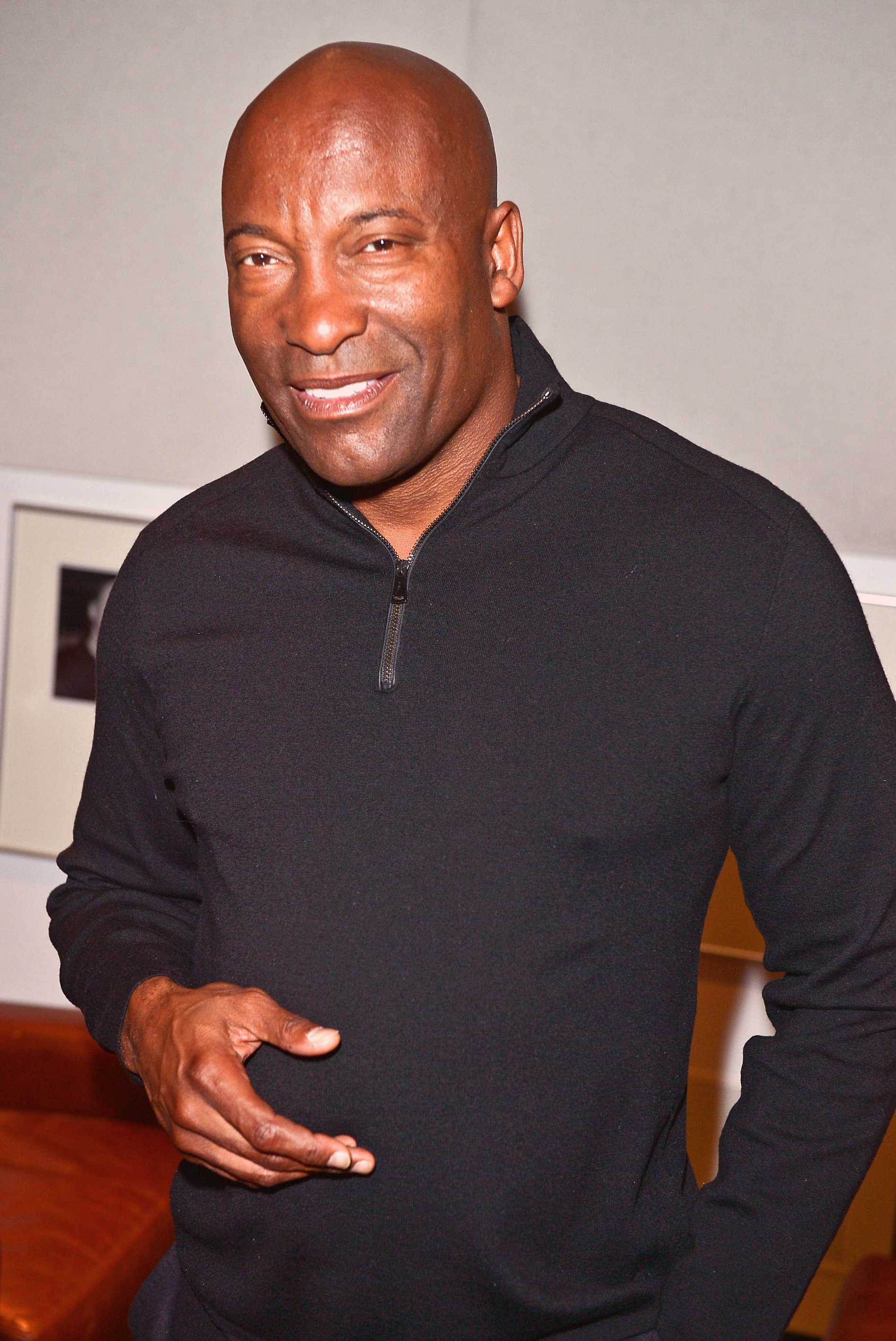
John Singleton (2013)

### Buch und Regie
- 1991: Boyz n the Hood – Jungs im Viertel (Boyz n the Hood)
- 1993: Poetic Justice
- 1995: Higher Learning – Die Rebellen (Higher Learning)
- 2000: Shaft – Noch Fragen? (Shaft)
- 2001: John Singletons Baby Boy (Baby Boy)
- 2017–2018: Snowfall (Fernsehserie, jeweils 2 Folgen)

### Regie
- 1997: Rosewood Burning (Rosewood)
- 2003: 2 Fast 2 Furious
- 2005: Vier Brüder (Four Brothers)
- 2011: Atemlos – Gefährliche Wahrheit (Abduction)
- 2015: Empire (Fernsehserie, 1 Folge)
- 2016: American Crime Story (Fernsehserie, 1 Folge)
- 2017: Rebel (Fernsehserie, 1 Folge)
- 2017: Billions (Fernsehserie, 1 Folge)
- 2017–2019: Snowfall (Fernsehserie, 2 Folgen)

### Produzent
- 1993: Poetic Justice
- 1995: Higher Learning – Die Rebellen (Higher Learning)
- 2000: Shaft – Noch Fragen? (Shaft)
- 2001: John Singletons Baby Boy (Baby Boy)
- 2005: Hustle & Flow
- 2007: Tödliche Währung – Abgerechnet wird zum Schluss (Illegal Tender)
- 2017: Rebel (Fernsehserie, 3 Folgen)
- 2017–2019: Snowfall (Fernsehserie, 30 Folgen)